# Ruth Parasol
Ruth Monicka Parasol (née le 27 février 1967) est une femme d'affaires et avocate américaine, devenue milliardaire après avoir cofondé PartyGaming en 1997, une société de jeux d'argent en ligne, qui a exponentiellement grandi en quelques années, devenant la plus grande plateforme de poker en ligne (sa marque PartyPoker détiendra plus de 50 % de part de ce marché) au milieu des années 2000-2010, générant alors plus de 500 millions de dollars de bénéfices annuels en 2005. Elle introduira cette société en bourse à Londres en la valorisant à hauteur de 4,64 milliards de livres (soit 8,46 milliards de dollars), un record pour l'époque. En septembre de la même année elle a été admise sur la liste des entreprises du FTSE 100, une première pour une entreprise cofondée et dirigée par une femme.
Cependant, en 2006, la loi américaine comble le vide juridique qui avait permis l'épanouissement du jeu d'agent dans le cyberespace, en y interdisant - pour les États-Unis -  les jeux de hasard. PartyGaming est de fait alors exclue du marché américain, ce qui a entrainé une chute immédiate (-58 %) à la Bourse, et un effondrement progressif de la société. À la fin de 2015, Ruth Parasol aurait vendu ses dernières actions.
Selon la Sunday Times Rich List en 2020, Parasol aurait une fortune estimées à 780 millions de livres sterling en valeur nette.

## Éléments de biographie

### Enfance
Ruth Parasol est né en 1967 à San Francisco, en Californie.
Elle est la fille aînée de Guna Parasol (suédoise, mère au foyer), et de Richard Parasol, un survivant juif-polonais de l'Holocauste, qui a servi dans les Forces de défense israéliennes.
Son père, Richard, a émigré aux États-Unis pour étudier le génie mécanique à la California Polytechnic State University, puis a travaillé plusieurs années dans le bâtiment avant de devenir promoteur immobilier, et dans les années 1970 propriétaire d'une série de salons de massage dans le Tenderloin (le quartier rouge branché de la ville) selon The Guardian.
Ruth Parasol a grandi à Mill Valley, en Californie puis, dans les années 1980, dans le comté de Marin. Elle aura deux sœurs.

### Études
Très bonne élève et sportive (dans le secondaire, elle a joué au cricket, au basket-ball, au tennis et au softball, gagnant plusieurs prix dont le prix de l'athlète de l'année à deux reprises.
En 1984, elle est diplômée de la Marin Academy. Elle se serait alors vu offrir plusieurs bourses après ses études secondaires, et aurait choisi la seule école prête à lui offrir des frais de scolarité gratuits outre une chambre et la pension gratuites : l'Université de San Francisco. Comme son père, elle opte pour un baccalauréat en commerce puis obtient un baccalauréat en commerce à l'Université de San Francisco en 1988.
Étudiante, elle aurait parfois fréquenté Las Vegas le week-end avec des amis pour tenter leur chance aux machines à sous et aurait eu là sa première expérience du jeu.
Elle obtient ensuite un doctorat en droit au Western State College of Law de l'Université d'Argosy en 1992.

### Activités professionnelles
Elle aurait d'abord été embauchée par un petit cabinet d'avocats spécialisé dans les blessures corporelles, qu'elle a rapidement quitté pour se mettre au service des affaires de son père (gestion immobilière, salons de massages érotiques et ligne téléphonique rose).
RuthParasol s'associe ensuite à Seth Warshavsky et lance une société 'Internet Entertainment Group' fournissant des services en ligne pour adultes (sexe par téléphone, pornographie, vidéo de sexe/cybersexe, avec notamment Pamela Anderson et Tommy Lee.
En 1996, craignant des poursuites pour la fuite de cette vidéo, elle démissionne de l'entreprise pour un autre secteur, celui des jeux d'argent où elle pourra investir la petite fortune qu'elle a amassé dans le commerce en ligne de la pornographie.

## Implication dans l'industrie du jeu
Profitant de son expérience du Web naissant, et de la gestion de contenu payant en ligne, ainsi que de ses connaissances en droit sur la réglementation des jeux en ligne, elle crée en 1997 son premier « casino en ligne » : Starluck Casino Online dans les Caraïbes (sous le nom de Party Gaming LLC).
Un an plus tard (1998), elle crée un autre casino en ligne, PartyPoker, doté par l'ingénieur informaticien Anurag Dikshit d'un logiciel spécifique (à l'époque, c'est l'un des seuls sites entièrement dédiés au poker) ; L'entreprise deviendra plus tard PartyGaming Plc.
Puis Dikshit fait de Parasol une partenaire de son entreprise de services informatiques basée en Inde.
Vikrant Bhargava et Russ DeLeon le rejoignent en tant que directeurs de Party Gaming en 2000 et 2001 respectivement. L'entreprise embauche Mike Sexton considéré comme un des meilleurs ambassadeurs du poker.
Parasol et son ex-mari servent de consultants à PartyGaming Plc jusqu'en décembre 2006, et ils ont vendu leurs actions restantes en 2015.
Après le lancement de PartyPoker.com en 2001, PartyGaming Plc a grandi pour générer plus de 500 millions de dollars de bénéfices annuels en 2005. En juin 2005, R Parasol et ses associés introduisent PartyGaming Plc en bourse, à la Bourse de Londres, pour une valeur de 4,64 milliards de livres sterling (8,46 milliards de dollars) et, en septembre de la même année, la société est admise sur la liste des sociétés du FTSE 100, une performance qui fait craindre à certain une nouvelle bulle internet. Juste avant l'entrée en Bourse, hormis Vikrant Bhargava, les autres propriétaires des parts de l'entreprises se sont fait très discrets note The Guardian et Ruth Parasol démissionnait du barreau de l'État quelques jours avant l'introduction en bourse, de même que son mari James Russell DeLeon. Le bruit court alors que le couple a à ce moment intégré les Hinwis (nom donné aux « personnes fortunées » qui ont droit à un statut de résident de Gibraltar, avec les avantages fiscaux qui accompagnent ce statut.
En octobre 2006, PartyGaming choisit de se retirer publiquement du marché américain après l'adoption de l' Unlawful Internet Gambling Enforcement Act de 2006 une législation anti-jeu approuvée par le Congrès des États-Unis dans le cadre de la SAFE Port Act. En conséquence, le cours de l'action de la société a chuté de 60 % et la société s'est ensuite retirée de l'indice FTSE 100.
En 2008, Anurag Dikshit, partenaire du couple plaide coupable de violation du Federal Wire Act, accepte de coopérer avec les procureurs et verse à titre personnel 300 millions de dollars au ministère de la Justice des États-Unis.
En 2009, PartyGaming conclu un accord de non-poursuite avec le ministère de la Justice en échange d'une amende de 105 millions de dollars.
En 2011, le ministère de la Justice semble revenir sur sa position antérieure, déterminant que la Federal Wire Act ne s'appliquait pas au poker en ligne et aux jeux de casino, mais uniquement aux paris sportifs,,.

## Parasol International
Ruth Parasol crée ensuite le groupe Parasol International / Investment Management qui rassemble des entreprises et fiducies lui appartenant en propre et/ou à sa famille (dont Parasol Properties, Parasol Investments, Parasol Advisors et Parasol Foundation Trust (...).

## Fondation Parasol Trust
Parasol directrice fiduciaire de cette organisation philanthropique indépendante, basée à Gibraltar, qu'elle a fondé en 2004 et dont elle est la principale donatrice.
En 2020, elle a fait plus de 30 millions de livres sterling de dons L'octroi de subventions du Parasol Trust se concentre sur les organisations à but non lucratif dans les domaines de la santé, de l'environnement et du patrimoine culturel.
Le Parasol Trust travaille avec des organisations telles que la Croix-Rouge, l'Université de Cambridge l'Université de Tel Aviv, le Technion (Institut de technologie d'Israël), le Victoria & Albert Museum de Londres, le Prince's Trust, le British Council et le MacMillan Cancer Support, le Prodean Animal Rescue Center ou encore le Musée d'histoire des Juifs polonais (...).
La fiducie montre aussi un intérêt particulier à utiliser les nouvelles technologies et les solutions Internet pour aider les programmes caritatifs et encourager les femmes dans leur vie sociale et professionnelle.

## Famille
En 2003, RuthParasol épouse Russ DeLeon (juriste diplômé de Harvard).
Ils déménagent avec leurs trois enfants (une fille et deux fils) à Gibraltar en 2004, se séparent en 2010 et divorcent début 2014. Ruth Parasol continue de résider principalement à Gibraltar où elle a installé PartyGaming puis basé son siège international, mais conserver des maisons en Israël, à Londres et en Espagne. Comme ses enfants, elle a obtenu la nationalité gibraltarienne.

## Récompenses, etc.
En 2010, The Economist a classé Ruth Parasol au 15e rang des femmes autodidactes les plus riches du monde.